# Felizmente Há Luar!
Felizmente há luar! é uma obra literária, drama narrativo de carácter épico, publicada em 1961 pelo dramaturgo Luís de Sttau Monteiro e adaptada para teatro pelo próprio autor.
Após a publicação de Angústia para o Jantar, esta peça celebrizou Sttau Monteiro no teatro português, sendo bem recebida pela crítica da época e tornando o autor um dos mais importantes dramaturgos contemporâneos europeus.
A história relatada na obra é baseada na frustrada tentativa de uma revolta liberal no ano de 1817, cujo alegado (mas nunca confirmado) líder seria Gomes Freire de Andrade. Recriada em dois actos, a sequência de factos históricos ocorridos em Outubro desse mesmo ano, que conduziu ao cárcere e ao enforcamento de Gomes Freire de Andrade, no forte de São Julião da Barra, acto este levado a cabo pelo regime do marechal Beresford e apoiado firmemente pela Igreja.
Vigoroso apelo ético, inserido numa forma de dissertação do autor sobre a repressão política injusta e perseguições de que os cidadãos do Portugal da década de 1960 sofriam, a peça era legivelmente uma oposição política ao regime então em vigor e um incentivo à revolta. Denominada pelo próprio autor «apoteose trágica», foi censurada posteriormente à sua publicação e proibida até 1974.
A obra, publicada em 1961, foi aclamada pela crítica e levou o autor a consagrar-se como dramaturgo ao receber o Grande Prémio de Teatro da Sociedade de Escritores e Compositores Teatrais Portugueses (actual SPA).
Todavia foi censurada pelo Estado Novo. Em 1962 o autor tentou encenar a peça no Teatro Experimental do Porto, mas não conseguiu sucesso junto das autoridades. A sua primeira encenação aconteceu em Paris, em 1969. Só em 1975 foi a palco em Portugal, pelo TEB - Teatro Ensaio do Barreiro seguindo-se, em 1978, a representação pela companhia do Teatro Nacional D. Maria II. Em 2001, a peça foi encenada pela primeira vez no Teatro Experimental do Porto, uma vez que a primeira tentativa falhou.
Em cena durante 10 anos (2006-2016) no Teatro Cinearte, em Lisboa interpretado pela Companhia de Teatro A Barraca, numa encenação de Hélder Costa, com Maria do Céu Guerra, Jorge Gomes Ribeiro, Luís Thomar, Adérito Lopes, Pedro Borges, Rita Fernandes, Sérgio Moras, Sérgio Moura Afonso, Susana Costa e A Padeira de Aljubarrota.Este elenco esteve presente, com este espectáculo, como convidado especial, na III Mostra Latino-Americana de Teatro de Grupo, realizada no Centro Cultural de São Paulo, no Brasil, em Maio, de 2008.
Recebeu duras críticas por ser uma crítica muito parcial ao regime político português vivido nos anos 60.[carece de fontes?]

## Análise da obra

### Tempo
- Tempo histórico: século XIX (1817);
- Tempo da escrita: 1961, época marcada pelo conflito entre o regime salazarista e a oposição;
- Tempo da acção dramática: a acção ocorre durante (Ato I - 2 dias) e (Ato II - 5 meses);

### Espaço
- Espaço físico: a acção desenrola-se em vários locais, tanto exteriores como interiores, mas estes sem indicações cénicas;
- Espaço social: os diferentes espaços sociais são distinguidos através da linguagem das personagens e do seu vestuário;

## Simbologia
Em felizmente há luar são visíveis vários símbolos, entre eles:
- A Saia verde: Encontra-se associada à esperança devido à cor da mesma e à liberdade, uma vez que foi comprada numa terra livre ou seja em Paris.
- A luz: símbolo da vitória contra a escuridão (opressão e falta de liberdade), pode referir-se quer à fogueira quer ao luar.
- A Moeda de cinco reis: símbolo do desrespeito e soberania que os mais poderosos mantinham para com o povo.
- Os Tambores: símbolo da repressão do povo.